# Нана Лі
Нана Лі (кит. трад.: 李千娜; піньїнь: Li Qian Na; Вейд-Джайлз: Chien-na Lee; нар. 22 листопада 1984) — тайваньська співачка та акторка. 
В 2007 році вирішила взяти участь у телевізійному конкурсі One Million Star, яке проводить на Тайвані телеканал China Television (CTV). 2 листопада вона вибула. На відміну від більшості артисток у тайванській індустрії розваг, Нана Лі прийшла в шоу-бізнес вже після того, як у 19 років завела сім'ю і мала двох дітей. Після чотирьох років шлюбу вона розлучилася з чоловіком.
Знялася в кількох фільмах тайванських режисерів, таких як «Джульєта» (кит. трад.: 茱麗葉, 2010), «Разом» (кит. трад.: 甜．秘密, 2012), «Дорога бабуся» (кит. трад.: 親愛的奶奶, 2013), та в кількох серіалах, таких як «Екс-бойфренд» (кит. трад.: 前男友, 2011). Також знялася в «Youth Power» (кит. трад.: 哇！陳怡君, 2015）як головна актриса другого плану.